# Explorator canadensis
Explorator canadensis är en skalbaggsart som först beskrevs av Henry Clinton Fall 1920.  Explorator canadensis ingår i släktet Explorator och familjen strandgrävbaggar. Inga underarter finns listade i Catalogue of Life.